# Ronaldo Lucena
Ronaldo Vidal Lucena Torrealba (Acarigua, 27 febbraio 1997) è un calciatore venezuelano, centrocampista della Portuguesa FC.

## Caratteristiche tecniche
È un trequartista.

## Carriera

### Nazionale
Con la nazionale Unde-20 venezuelana ha preso parte al campionato sudamericano 2017 ed al campionato mondiale 2017.
Ha esordito con la nazionale maggiore il 5 ottobre 2017 in occasione del match pareggiato 0-0 contro l'Uruguay.

## Palmarès

### Club

#### Competizioni nazionali
- Copa Colombia: 1

Atlético Nacional: 2018

#### Competizioni internazionali
- Recopa Sudamericana: 1

Atlético Nacional: 2017